# Antocha (Antocha) neoflavella
Antocha (Antocha) neoflavella is een tweevleugelige uit de familie steltmuggen (Limoniidae). De soort komt voor in het Oriëntaals gebied.